# Friedrich Wilhelm Strassmann
Friedrich Wilhelm Strassmann, conegut com a Fritz Strassmann (22 de febrer de 1902, Boppard, Renània-Palatinat - 22 d'abril de 1980, Mainz, Magúncia) fou un químic alemany que, amb el físic Otto Hahn el 1938 realitzaren els experiments que permeteren interpretar correctament la fissió nuclear.

## Biografia
Strassmann començà els seus estudis de química el 1920 a la Universitat Tècnica de Hannover i obtingué el seu doctorat en 1929. Després inicià una carrera acadèmica a causa de les dificultats per trobar feina a la indústria en aquells anys. Així a partir del 1929 treballà a l'Institut Kaiser Wilhelm de Química a Berlín-Dahlem. L'any 1933 renuncià a ser membre de la Societat de Químics Alemanys quan caigué sota el control nazi i fou posat en una llista negra. Durant la II Guerra Mundial, ell i la seva esposa Maria Heckter ocultaren un amic jueu al seu apartament durant mesos, posant-se en una situació d'alt risc. El 1946 fou nomenat professor de química inorgànica a la Universitat de Magúncia i el 1948 director del recentment creat Institut Max Planck de Química. Més tard fundà l'Institut de Química Nuclear. El 1957 fou un dels 18 de Göttinger (18 científics atòmics) que protestaren contra Adenauer a causa del fet que el govern de la República Federal Alemanya volia armar el seu exèrcit amb armes atòmiques.

## Obra
Per la seva experiència en química analítica, Strassmann fou contractat per Otto Hahn i Lise Meitner en les seves investigacions dels productes de l'urani bombardejat per neutrons. Al desembre de 1938, Hahn i Strassmann enviaren un manuscrit a Naturwissenschaften informant que havien detectat l'element bari després de bombardejar urani amb neutrons, al mateix temps comunicaren els resultats a Meitner, qui havia escapat d'Alemanya a principis d'any i era a Suècia. Meitner i el seu nebot Otto Robert Frisch, interpretar correctament aquests resultats i donaren una explicació a la fissió nuclear. Frisch ho confirmà experimentalment el 13 de gener de 1939.
La Unió Astronòmica Internacional batejà un asteroide amb el seu nom, és el 19.136 Strassmann.